# Back from the Grave Volume Three
Back from the Grave Volume Three è il terzo album della omonima collana di album discografici pubblicata dalla Crypt Records nel 1984. L'album contiene una selezione di brani di genere garage rock degli anni sessanta eccettuato un brano del 1984 dei Raunch Hands.

## Tracce
Lato A
1. The Chentelles – Be My Queen – 2:05 (William Dalton, Mark Adams) – 1967
2. Little Willie and the Adolescents – Get Out of My Life – 2:10 (Eric Schabacker) – 1966
3. Ken and the Fourth Dimension – See If I Care – 2:12 (Kenneth Johnson) – 1966
4. Me and Them Guys – I Loved Her So – 2:11 (S. Micheal, S. Pritchard) – 1966
5. The Interns – I've Got Something to Say – 3:25 (D. Hob, P. Hylton) – 1967
6. The Intruders Five – Ain't Comin' Back – 2:20 (John Reed) – 1966
7. The Monacles – I Can't Win (Jim Newby) – 1966
8. Lil' Boys Blue – I'm Not There – 1:55 (Lil' Boys Blue) – 1966

Lato B
1. Jerry and the Others – Don't Cry to Me – 2:55 – 1966
2. The Fugitives – You Can't Blame that on Me – 2:40 (Roger Smigel) – 1966
3. Raunch Hands (Tiger Guitars) – 1984
4. William the Wild One – Willie The Wild One – 2:10 (William "Billy" Barry) – 1966
5. Murphy and the Mob – Born Loser – 2:25 (Dennis Murphy, T. Murphy, S. Brewerton) – 1966
6. The Mods – You've Got Another Think Comin' – 2:47 (T. Smith) – 1966
7. Sir Winston and the Commons – We're Gonna Love – 2:38 (Donald Basore) – 1966
8. Royal Flairs Suicide – Royal Flairs Suicide – 1:57 (Bob Everhart, Dave Krivolavek) – 1966
9. The Montells – You Can't Make Me – 2:15 (Danny Murphy, Bob Lovet) – 1966